# Mistral-C
Der Mistral-C war 1974 eines der ersten Segelflugzeuge, das nach den Regeln der damals neuen Wettbewerbsklasse Clubklasse entworfen wurde.  Es basiert auf dem Strauber Mistral, erhielt jedoch eine neue Flügelgeometrie mit geringerer Streckung, ein gedämpftes Höhenleitwerk und wurde aus moderneren Verbundwerkstoffen gebaut. Beide Flugzeugtypen wurden in Deutschland konstruiert. Insgesamt wurden mehr als 75 Mistral-C hergestellt.

## Geschichte
Unmittelbarer Vorläufer des Mistral-C war das Standardklasse-Segelflugzeug Strauber Mistral, das von Manfred Strauber, Alois Fries, Hartmut Frommhold und Horst Gaber konstruiert wurde. Die Konstruktionsarbeiten begannen im Januar 1970 und der Erstflug des Mistral fand im Juli 1975 statt. Eine Serienfertigung des ursprünglichen Mistral war nicht geplant.
Im Oktober 1974 begannen Strauber und Frommhold unter dem neuen Namen Ingenieur-Büro Strauber-Frommhold GmbH (ISF) mit der Konstruktion eines neuen Flugzeugmodells, dem Mistral-C. Dieses Flugzeug sollte als eines der ersten die Regularien der damals neu eingeführten FAI Clubklasse erfüllen. Der Erstflug fand am 21. Oktober 1976 statt.
Bis Anfang 1980 wurden vom ISF 25 Flugzeuge gefertigt. Die Anzahl der nach Umfirmierung zum Mistral-Flugzeugbau bis zur ersten Jahreshälfte 1981 gebauten Flugzeuge ist unbekannt. Valentin Flugzeugbau fertigte bis Anfang 1984 im Werk der Mistral-Flugzeugbau 50 weitere Mistral-C.

## Konstruktion

### Strauber Mistral
Der Strauber Mistral war ein Schulterdecker aus glasfaserverstärktem Kunststoff (GFK) mit 15-Meter Spannweite und einem T-Leitwerk. Die Flügelfläche betrug 9,4 m² bei einer Flügelstreckung von 23,9. Die Tragfläche besaß eine Pfeilung von 0,4° bei 1/4 der Profiltiefe. Die V-Stellung war ebenfalls 0,4°. Als Flügelprofile wurden an der Wurzel Wortmann FX-66-S-196 und an den Flächenenden FX-66-S-161 verwendet. Als Material für die Tragflächen wurde ein GFK-Balsa-Sandwich verwendet, die Querruder bestanden aus GFK in Verbindung mit Polymethacrylimid-(PMI)-Schaum. Die Schempp-Hirth-Bremsklappen aus Aluminium fuhren nur nach oben aus. Für das Pendelleitwerk wurde ebenfalls PMI-gefülltes GFK verwendet. Der Halbschalen-Rumpf des Mistral bestand aus einem GFK-Balsa-Sandwich, die Haube war einteilig. Das einrädrige Fahrwerk war einziehbar, am Heck wurde ein Schleifsporn verwendet. Das beste Gleitverhältnis des Strauber Mistral lag bei  39:1, das geringste Sinken bei 0,6 m/s.

### Mistral-C
Die Hauptunterschiede beim Mistral-C betreffen die Tragflächen und die verwendeten Materialien. Die Flügelfläche wurde bei gleicher Spannweite vergrößert, so dass Flügelstreckung und damit die Leistung verringert wurden. Die neuen Tragflächen bestanden aus anderen Wortmann-Profilen, die Pfeilung betrug 1,0° und die V-Stellung 4,30°. In Tragflächen und Leitwerk wurde der GFK-Balsa-Sandwich durch einen GFK-PVC-Schaum-Sandwich ersetzt, die Querruder und der Rumpf wurden vollständig aus GFK gefertigt. Statt eines Pendelleitwerks wurde ein gedämpftes Leitwerk verwendet. Die Haube ist seitlich angeschlagen. Die später von Valentin hergestellten Mistral-Cs waren nahezu identisch, lediglich von einer etwas geringeren V-Stellung der Tragflächen wird berichtet.

## Nutzung
Bei den ersten Internationalen Clubklasse-Meisterschaften 1979 in Schweden konnte ein Mistral-C Platz 3 von 33 erreichen.
Nach größerer Beschädigung bei einer Außenlandung 1996 fand Werknummer MC027/81 besondere Verwendung: Das Flugzeug wurde vom Labor für Flugmechanik und Flugführung der Fachhochschule Aachen erworben und diente dort nach fachgerechter Reparatur als Versuchsträger in zwei Forschungsvorhaben des Bundesministeriums für Verkehr. Untersucht wurde mit dem Mistral zunächst die Möglichkeit der Ausbringung von Fallschirm-Gesamtrettungssystemen per Pyrotechnik aus einem Segelflugzeug und die Landung eines Segelflugzeugs an einem Fallschirm. Nach nochmaliger Reparatur und einigen strukturellen Verstärkungen wurde das Flugzeug zu einem ferngesteuerten Versuchsträger umgebaut und erhielt 1999 als „Großflugmodell FHA/mistral-C“ mit dem Kennzeichen D-UFHA eine Vorläufige Verkehrszulassung durch das Luftfahrt-Bundesamt. Zur Steuerung waren herkömmliche Komponenten aus dem Modellflugsport verbaut, ergänzt durch Telemetrieanlagen zur Datenübermittlung und diverse Sicherheitssysteme. Im Frühjahr 2000 erfolgte ein unbemannter ferngesteuerter Flug mit der Ausbringung eines Gesamtrettungssystems im Kurvenflug und schließlich ein zweiter Flug mit der Ausbringung unter Hochgeschwindigkeit, bei dem das Flugzeug irreparabel zerstört wurde.
Im Jahr 2010 gab es in Europa 54 zivil registrierte Mistral-C, 2012 waren weitere 3 im Vereinigten Königreich registriert. Die Musterbetreuung übernimmt die Flugzeugbau Eichelsdörfer GmbH in Bamberg.

## Technische Daten
| Kenngröße              | Daten                                                      |
| ---------------------- | ---------------------------------------------------------- |
| Spannweite             | 15 m                                                       |
| Flügelfläche           | 10,9 m²                                                    |
| Flügelstreckung        | 20,7                                                       |
| Rumpflänge             | 6,73 m                                                     |
| Flügelprofil           | bis zum Knick: Wortmann FX61-163, am Flügelende FX60-126   |
| Leermasse              | ca. 235 kg                                                 |
| Wasserballast          | –                                                          |
| max. Abflugmasse       | 350 kg                                                     |
| Flächenbelastung       | 28…32 kg/m²                                                |
| Höchstgeschwindigkeit  | 250 km/h                                                   |
| Manövergeschwindigkeit | 160 km/h                                                   |
| Mindestgeschwindigkeit | 62…67 km/h                                                 |
| geringstes Sinken      | 0,60 ms−1 bei min. und 0,66 ms−1 bei max. Flächenbelastung |
| bestes Gleiten         | 35,1                                                       |
| Segelflugindex         | 96                                                         |
| max. Lastvielfache     | bei 160 km/h: +5,3…−2,65 g, bei 250 km/h: +4…−1,5 g        |